# Frontopsylla tomentosa
Frontopsylla tomentosa är en loppart som beskrevs av Xie Baoqi et Cai Liyun 1979. Frontopsylla tomentosa ingår i släktet Frontopsylla och familjen smågnagarloppor. Inga underarter finns listade i Catalogue of Life.